# Arabeyes
Arabeyes est un projet libre/open source visant le support total de la langue arabe dans les environnements Unix. Il a été fondé en 2001 par un groupe d'utilisateurs arabes de GNU/Linux.

## Projet
Le projet maintient un portail pour des sous-projets tels que ceux de fontes de caractères unicode libres pour l'arabe, d'éditeur de texte, d'outils et bibliothèques islamiques (« ITL ») fournissant un calendrier musulman, les heures de la prière islamique et la Qibla. Une distribution GNU/Linux appelée Arabbix et se présentant sous la forme d'un LiveCD dans le style de Knoppix faisait partie du projet mais a été abandonnée pour contribuer à l'arabisation des distributions majeures existantes.
Situé sur le site arabeyes.org, ce réseau se définit comme un « métaprojet visant le support complet de la langue arabe dans l'environnement Unix/Linux. Conçu comme une place centrale pour la normalisation du processus d'arabisation, Arabeyes dépend des contributions volontaires de professionnels de l'informatique et d'amateurs passionnés dispersés à travers le globe. »
Comme d'autres projets de logiciels libres/open source résidant sur Internet, celui-ci a également des contributeurs provenant de différents pays et régions.